# Трапезная палата Симонова монастыря с церковью Тихвинской иконы Божией Матери
Трапезная палата Симонова монастыря c церковью Тихвинской иконы Божией Матери — памятник русской гражданской и церковной архитектуры конца XVII века.

## История
Трапезная палата в Симоновом монастыре известна на этом месте с конца XV века. К концу XVII века здание перестало удовлетворять потребностям монастырской братии, и в 1677 году началось строительство нового здания под руководством П. Потапова. Однако облик нового здания не пришёлся по вкусу заказчикам, строительство было остановлено. В 1683—1685 годах было возведено новое здание под руководством известного московского зодчего О. Д. Старцева.
Изначально церковь была в честь преподобного Сергия Радонежского. Она была сделана тёплой 3-х этажной с одной главой, с обширной 2-х этажной трапезной.
Храм с трапезной занимал в длину 26 сажен и содержал внутри себя 4 отделения: 1) церковь с алтарём, 2) трапезу, 3) паперть (или царския сени), 4) палаты царя Фёдора Алексеевича (где он часто бывал).
Над папертью была сделана четырехугольная смотровая башенка, с которой открывался вид на Кремль.

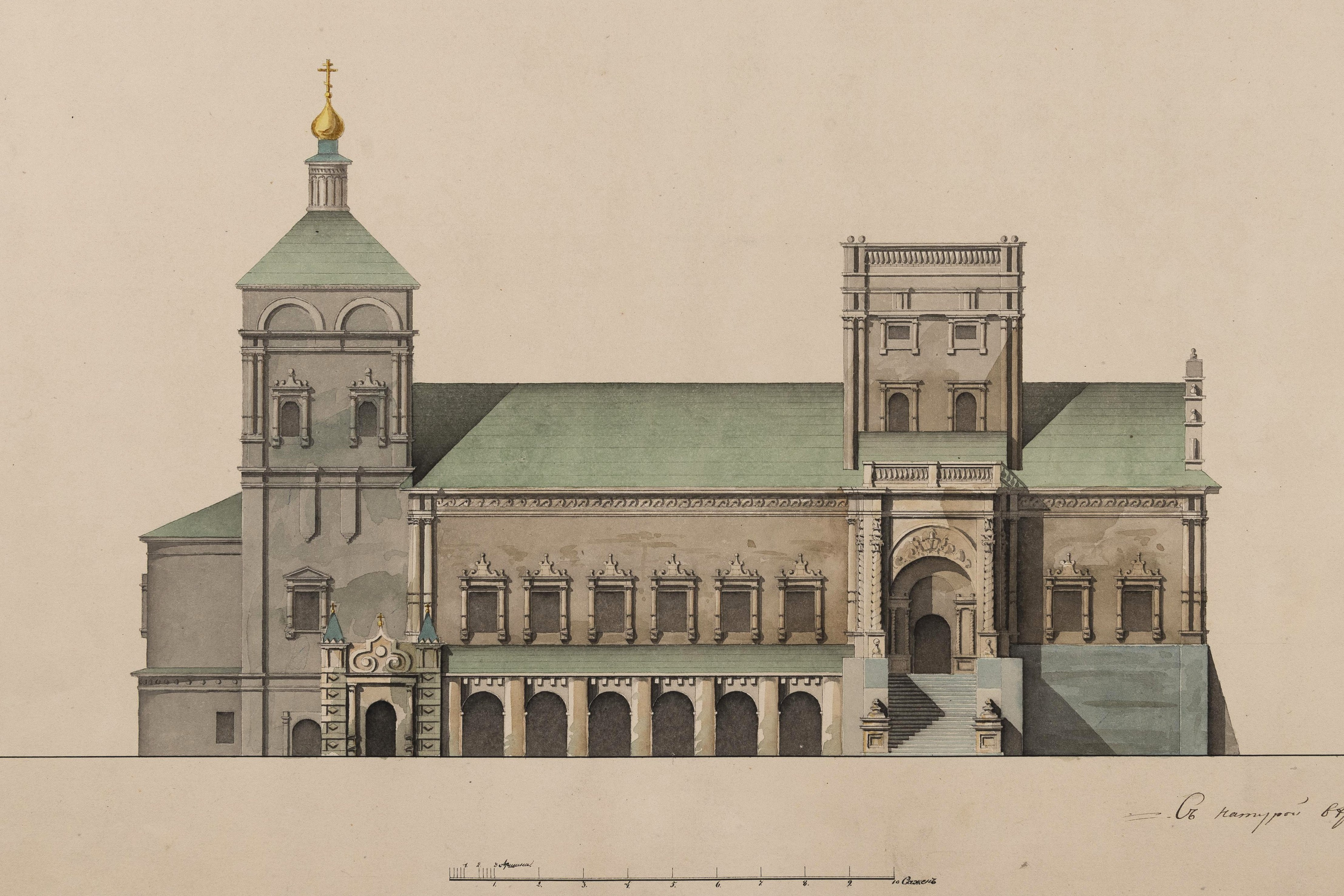
Северный фасад трапезной церкви Преп.Сергия. Рисунок 1830-х годов.

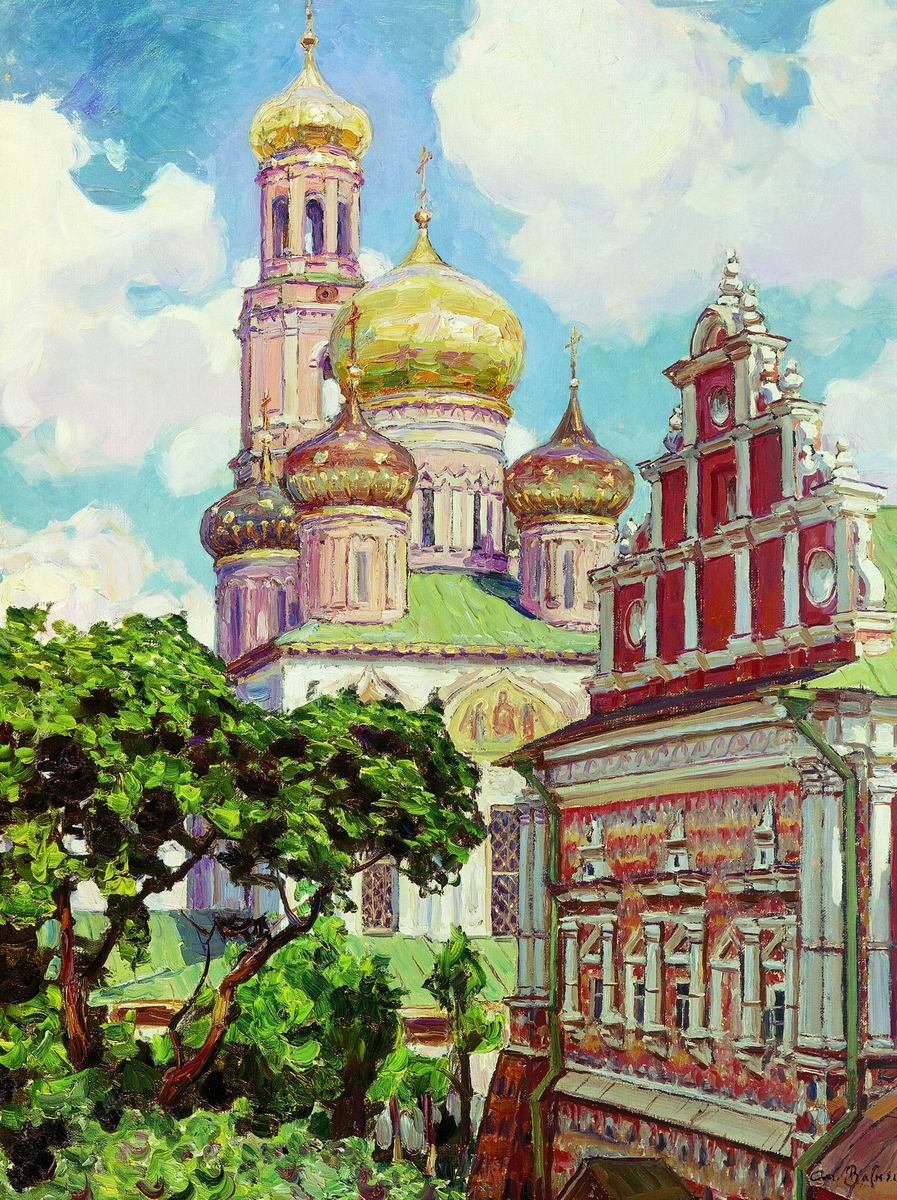
Васнецов А. М. Симонов монастырь. Картина 1927 года.

В октябре 1798 года в трапезной на средства купца Афанасия Долгова устроили два придела: первый — во имя Афанасия Александрийского и мученика Гликерии, второй — в честь преподобных Ксенофонта и Марии. В 1806-м по прошению жены Валентина Мусина-Пушкина был освящён южный придел во имя святого мученика Валентина.
Около 1820 года с южной стороны трапезной церкви пристроена большая летняя братская трапеза. В 1835 году окончена роспись и возобновлена большая трапезная в церкви.
В 1840 году при настоятеле архимандрите Мельхиседеке был освящён новый престол — в честь Тихвинской Божией Матери, а церковь стала именоваться Тихвинской. 
.
В 1910—1911 годах на средства Анны Бахрушиной осуществили капитальный ремонт постройки. После установления советской власти в 1923 году Тихвинский храм и трапезная стали частью музея. В 1931 году в трапезной разместили киноклуб. Позже трапезная использовалась как жильё. В 1982 году в трапезной находилось главное помещение промкомбината охотничьих и рыболовных снастей. В результате перестроек заметно разрушили нижний этаж и белокаменную отделку западного фасада.
После падения советской власти Патриаршее подворье с приходом для инвалидов по зрению и слуху (учреждённое в 1990-е годы) частично отреставрировало церковь и трапезную. В 1992 году провели первую службу одновременно голосом и жестами. По состоянию на 2022 год в церкви проходят службы для инвалидов по зрению и слуху.

## Архитектура
По стилю архитектуры палата относится к московскому барокко. С востока к зданию примыкает трапезная церковь Тихвинской иконы Божией Матери, с запада возвышается башенка, на верхнем ярусе которой первоначально размещалась смотровая площадка.
Уникальной особенностью здания является наличие ступенчатого щипца с западной стороны, оформление которого выдержано в духе западноевропейского маньеризма. Стены здания были украшены росписью «в шахмат», представляющую собой многоцветную имитацию рустованной поверхности.
Внутри палаты расположен зал во всю ширину здания, перекрытый единым сводом. Такое смелое решение стало прообразом для трапезных палат, построенных в Ново-Иерусалимском и Троице-Сергиевом монастырях (1686—1692 годы).

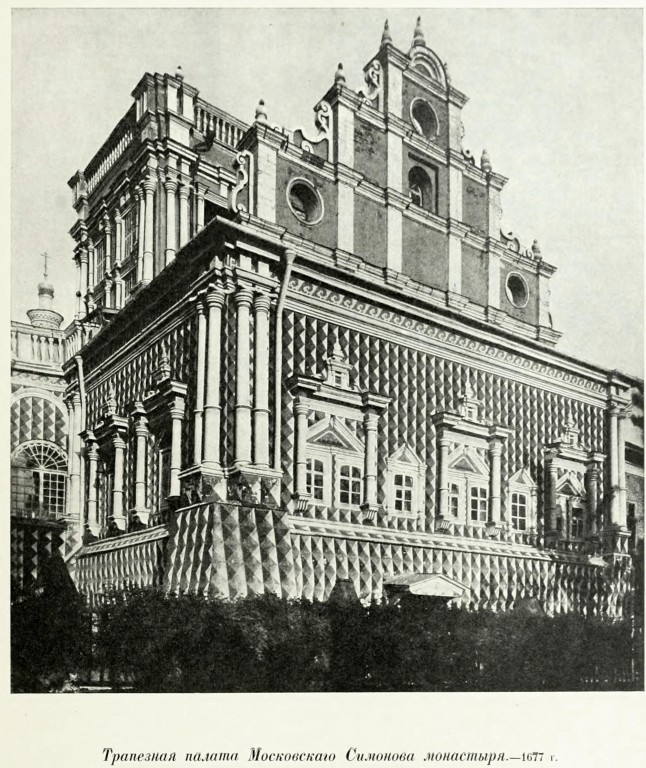
Западный фасад трапезной с щипцовым фронтоном 1683-1685 гг. Фото начала XX века.
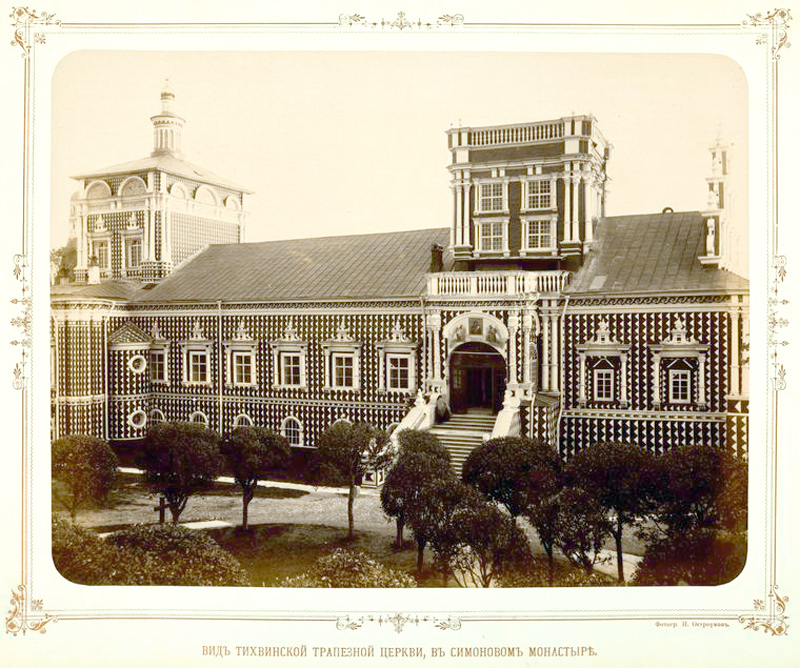
Северный фасад трапезной палаты с церковью Тихвинской иконы Божией Матери (слева) и смотровой башней (справа). Начало 1890-х годов.
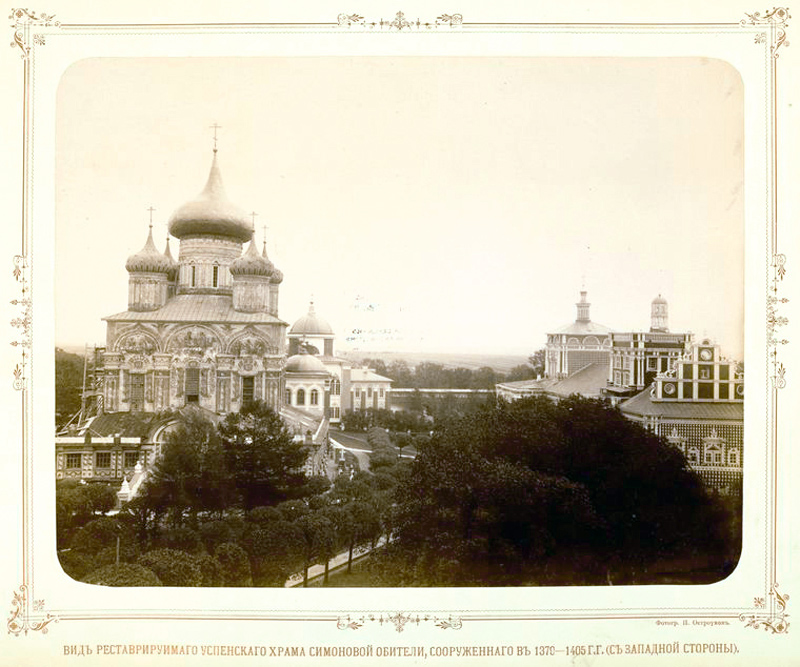
Вид с запада на Успенский собор и Тихвинскую церковь.  Начало 1890-х годов.
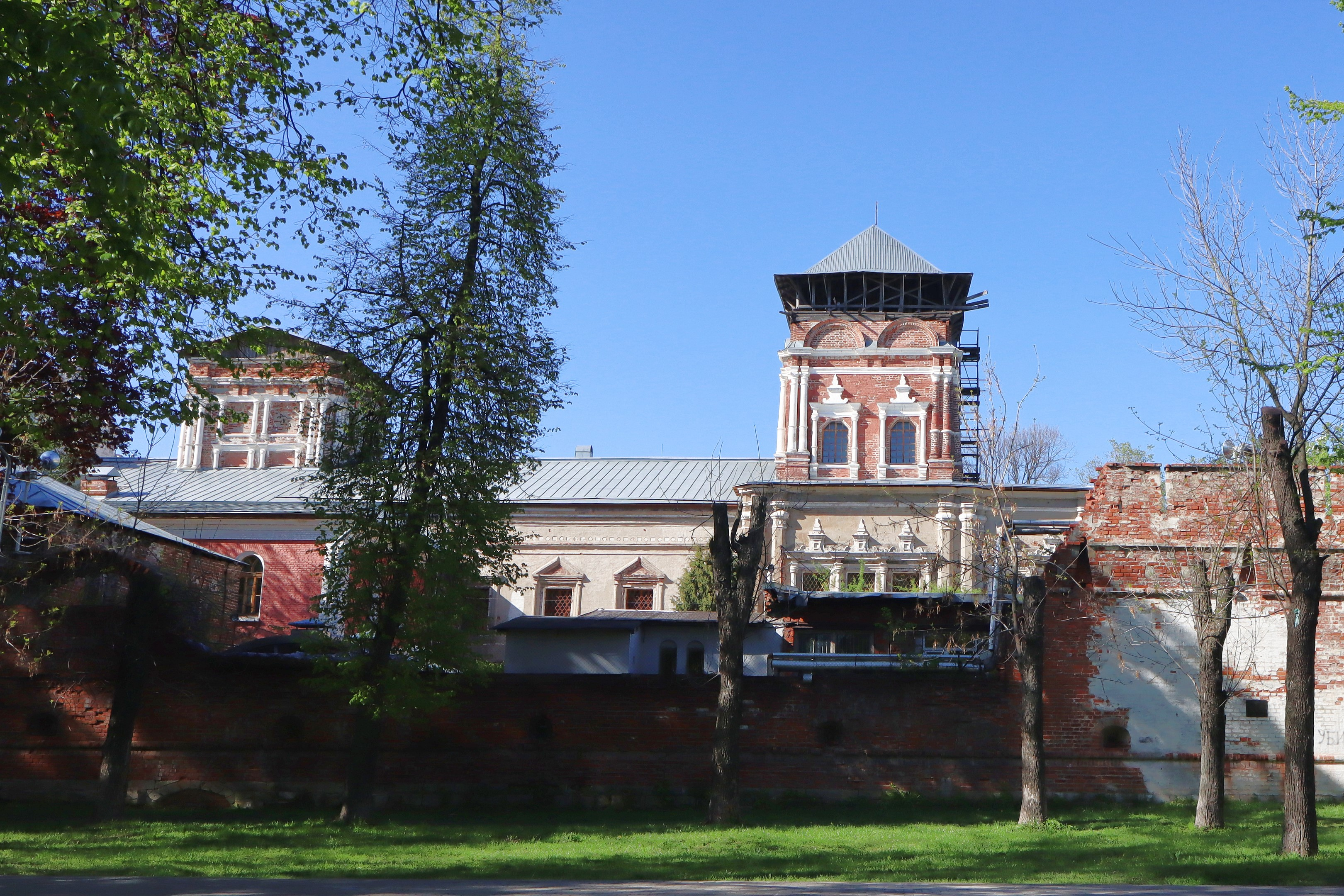
Тихвинский храм и трапезная с юга, 2023 год.